# Coronaster pauciporis
Coronaster pauciporis is een zeester uit de familie Asteriidae.
De wetenschappelijke naam van de soort werd in 1984 gepubliceerd door Jangoux.